# Jüdischer Friedhof Friedland (Niederlausitz)

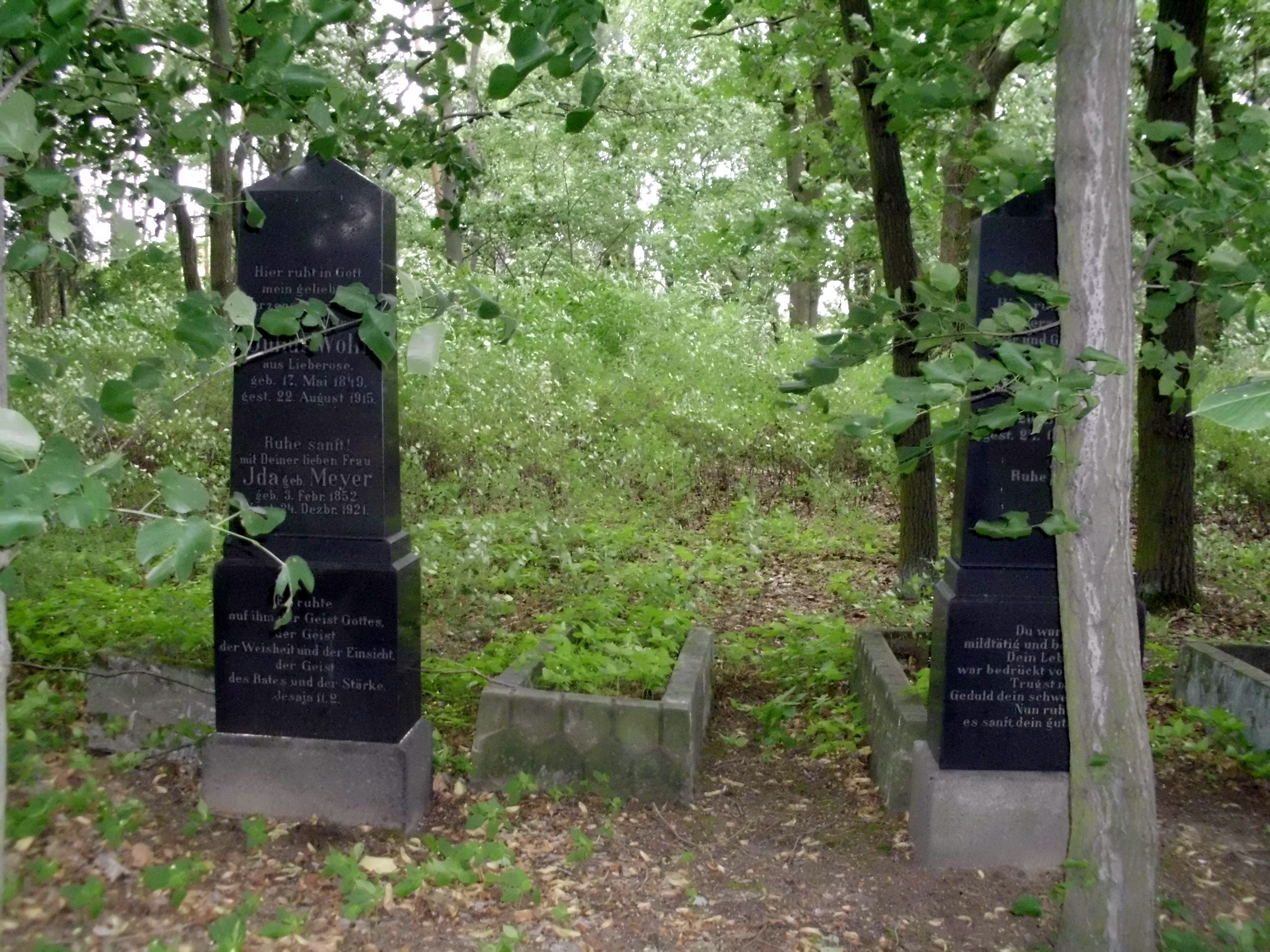
Jüdischer Friedhof in Friedland

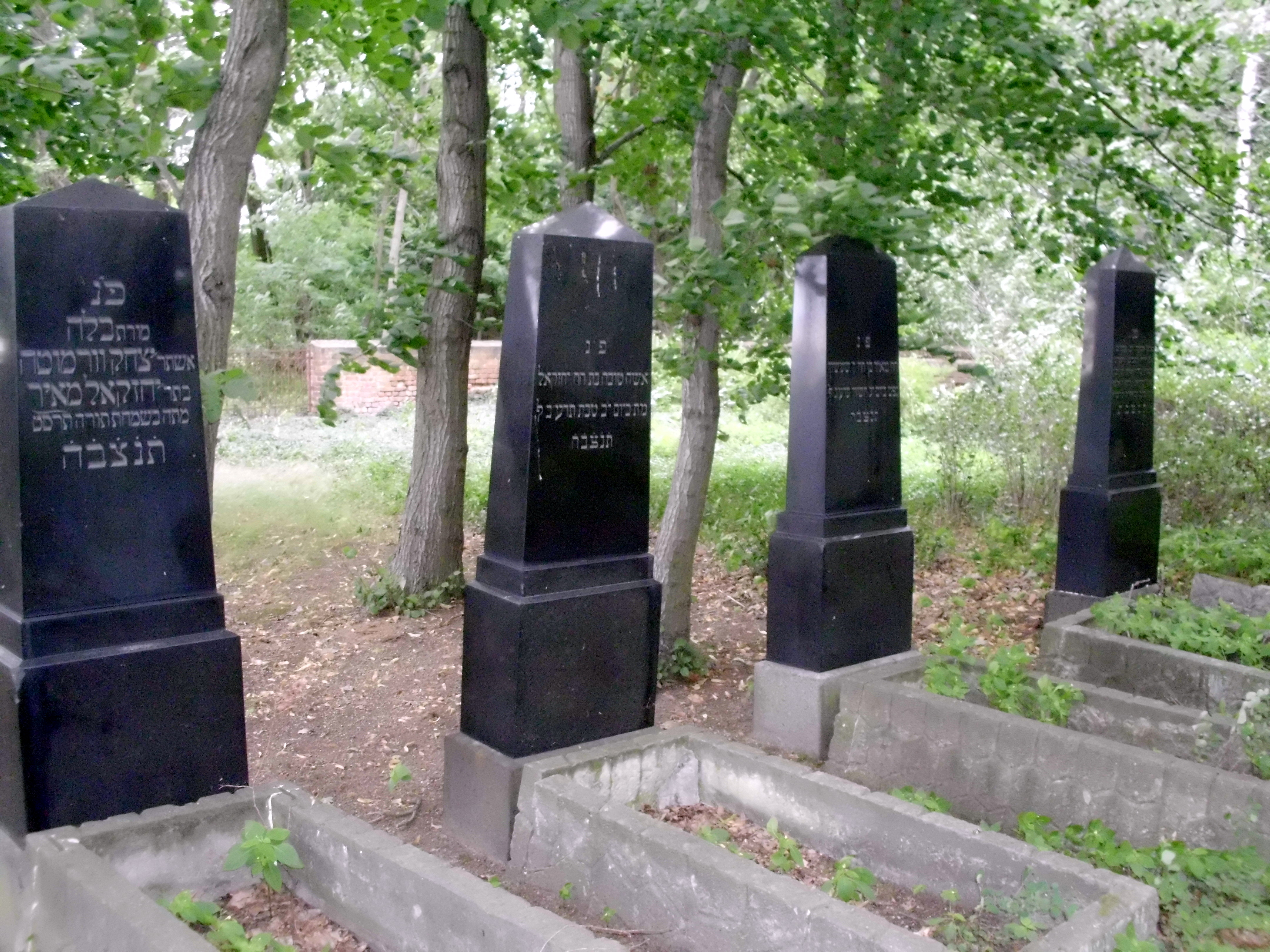
Grabsteine

Der Jüdische Friedhof in Friedland, einer Stadt im Landkreis Oder-Spree in Brandenburg (Deutschland), wurde vermutlich im 18. Jahrhundert angelegt. Der jüdische Friedhof, außerhalb der Stadt an der Beeskower Straße 30, ist ein geschütztes Baudenkmal.

## Geschichte
Über die Geschichte des jüdischen Friedhofes in Friedland, im Volksmund früher „Jüdisch Friedland“ genannt, ist wenig bekannt. Er wurde vermutlich bald nach der Ansiedlung der ersten Juden im Jahr 1709 angelegt. Bis 1814 wurden auf dem Friedhof auch die Toten der jüdischen Gemeinde in Cottbus beigesetzt. Nach mehreren Erweiterungen war der Friedhof etwa 19 Ar groß. Auf Grund der Abwanderung der Juden aus Friedland soll der letzte jüdische Bewohner von Friedland in den 1860er-Jahren hier beigesetzt worden sein. Bis Ende der 1920er-Jahre wurden noch Juden aus Lieberose hier begraben. 
Im Jahr 1934 wurde der Friedhof von Teilnehmern der Reichsarbeitsdienst-Führerschule auf der Burg Friedland verwüstet. Die Grabsteine (Mazewot) wurden danach teilweise als Wegbefestigung verwendet. Der Friedhof wurde 1988 teilweise wieder hergerichtet. Auf dem älteren Teil stehen heute noch vier Grabsteine und eine Reihe Grabsteine sind auf dem neuen Teil erhalten.